# 막스 울리히
막스 울리히(Max Ulich, 1896년 3월 25일 ~ 1964년 5월 27일)는 제2차 세계 대전 당시 독일 국방군에 복무한 장교이다. 최종 계급은 소장(1성장군)으로, 제212국민척탄병사단을 지휘했다. 기사철십자장 수훈자이다.